# (4019) Klavetter
(4019) Klavetter ist ein Hauptgürtelasteroid, der am 1. März 1981 von Schelte John Bus vom Siding-Spring-Observatorium aus entdeckt wurde.
Der Asteroid wurde nach dem US-amerikanischen Astronomen und Professor an der California State University, Sacramento James Jay Klavetter (1960–1997) benannt.